# Mestra dorcas
Mestra dorcas är en fjärilsart som beskrevs av Fabricius 1775. Mestra dorcas ingår i släktet Mestra och familjen praktfjärilar. Inga underarter finns listade i Catalogue of Life.

## Bildgalleri

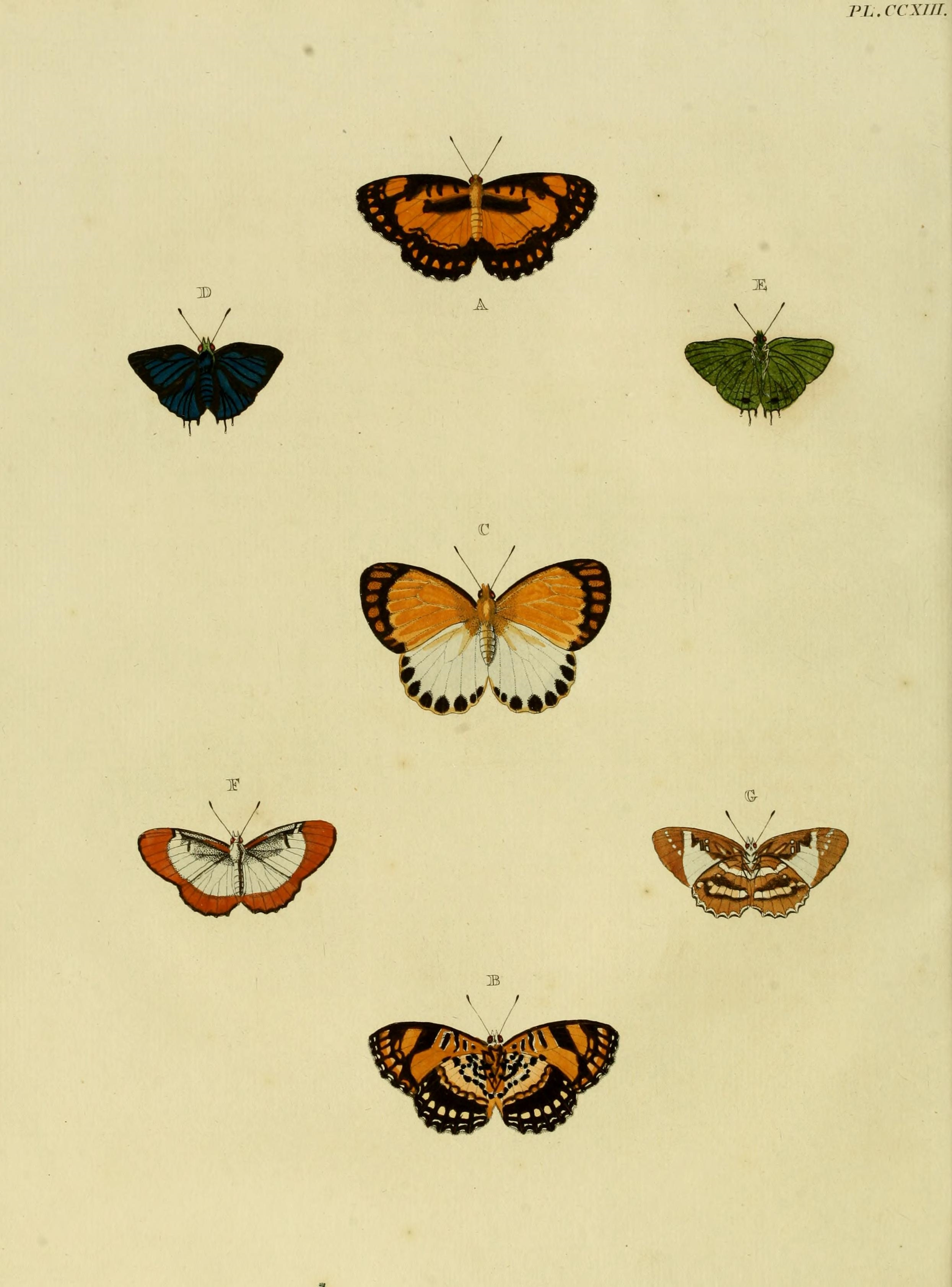
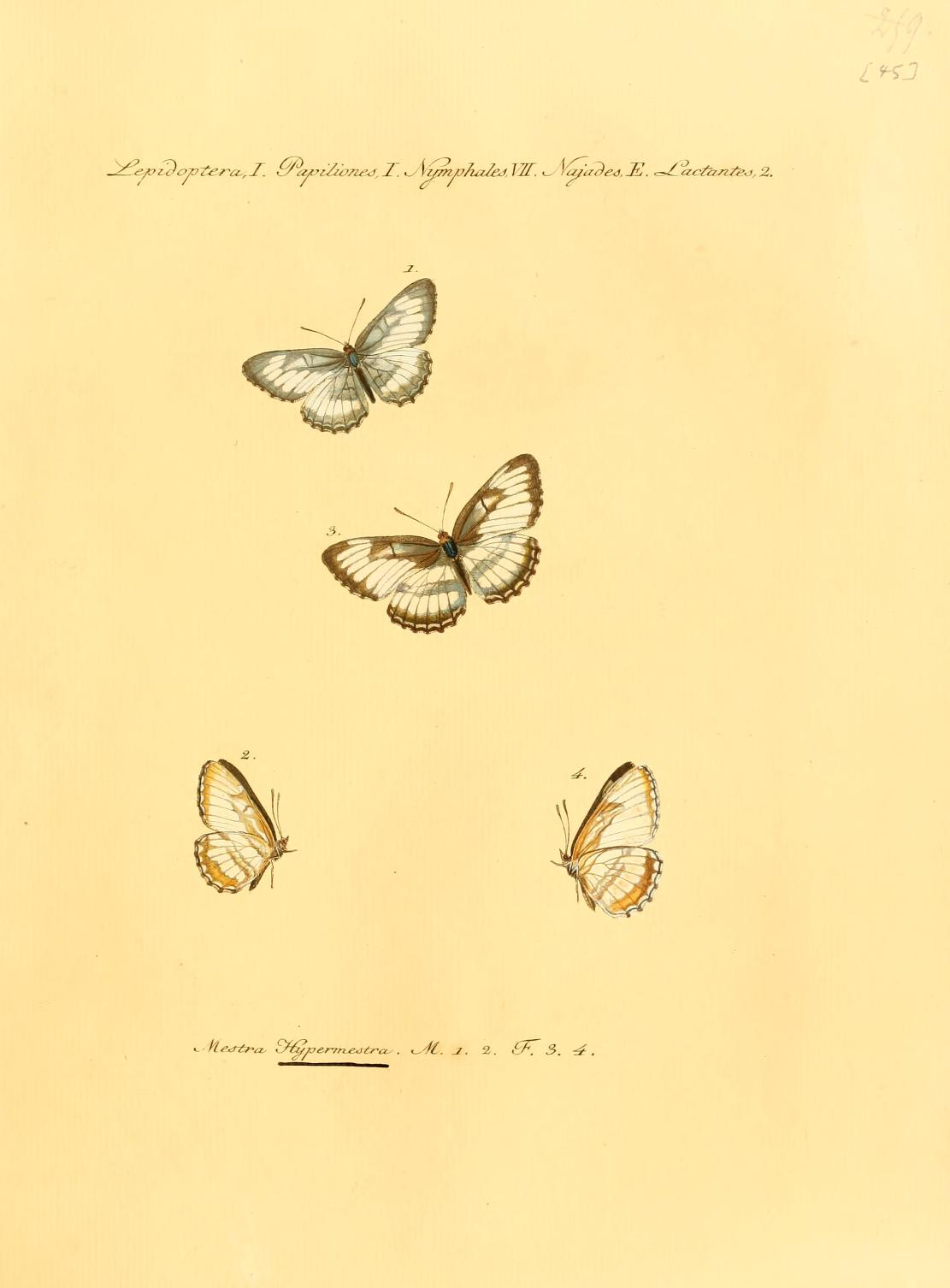